# Renova, Mississippi
Renova, Mississippi (енгл. Renova) град је у америчкој савезној држави Мисисипи.

## Демографија
По попису из 2010. године број становника је 668, што је 45 (7,2%) становника више него 2000. године.
| Група             | 2000.       | 2010.       |
| Белци             | 16 (2,6%)   | 19 (2,8%)   |
| Афроамериканци    | 598 (96,0%) | 637 (95,4%) |
| Азијати           | 0 (0,0%)    | 1 (0,1%)    |
| Хиспаноамериканци | 8 (1,3%)    | 14 (2,1%)   |
| Укупно            | 623         | 668         |